# Petrus van Dijk
Petrus van Dijk (Eindhoven, 29 januari 1749 - Eindhoven, 14 februari 1834) is een voormalig burgemeester van de Nederlandse stad Eindhoven.
Van Dijk werd geboren als zoon van burgemeester Johan van Dijk en Henrica Dielen.
In 1775 en 1776 was hij burgemeester van Eindhoven, in 1786 en 1787 lid van de patriottische Vaderlandse Sociëteit "Concordia", in 1795 raad in de municipaliteit, in 1796 kolonel van de burgermacht te Eindhoven en tot 1800 voorzitter daarvan en in 1797 stadspoortmeester. Van 1808 tot en met 1812 was hij conseil municipal en van 1816 tot 1819 raadslid te Eindhoven. In het dagelijks leven was Van Dijk koopman in hout en ijzer.
Hij trouwde te Eindhoven op 9 juni 1771 met Barbara van Mierlo, dochter van burgemeester Jan van Mierlo en Maria Theresia Verhoeven, gedoopt op 7 april 1743 te Eindhoven, overleden in Eindhoven op 8 januari 1813.